# エイント・トゥ・プラウド
『エイント・トゥ・プラウド』（原題: Ain’t Too Proud: The Life and Times of The Temptations）は、テンプテーションズの音楽や歌詞を基にしたドミニク・モリソーの脚本による2018年のジュークボックス・ミュージカル。テンプテーションズのストーリーを基にし、複数のローカル・プロダクションで上演されてから2019年3月にインペリアル・シアターにてブロードウェイ公演が開幕した。

## プロダクション

### バークレー・レパートリー (2017年)
2017年8月31日、カリフォルニア州バークレーのバークレー・レパートリー・シアターで初演され、9月14日にプレスに公開され、11月5日までの限定で上演された。デス・マカナフが演出、セルジオ・トゥルジロが振付、ロバート・ブリルが装置デザイン、ポール・タゼウェルが衣装デザイン、ハウェル・ビンクリーが照明デザイン、スティーヴ・キャニオン・ケネディが音響デザイン、ピーター・ニグリニがプロジェクション・デザインを担当した。当初10月8日までの上演予定であったが、10月22日までに延長され、最終的に11月5日までに延長された。バークレー・レパートリー・シアター史上最高興行収入となった。

### ワシントンD.C. (2018年)
バークレー・レパートリー・シアター公演の後、2018年6月19日から7月22日までワシントンD.C.にあるジョン・F・ケネディ・センターで上演された。

### ロサンゼルス (2018年)
ケネディ・センター公演の後、2018年8月21日から9月30日までカリフォルニア州ロサンゼルスにあるアーマンソン・シアターで上演された。

### トロント (2018年)
アーマンソン・シアター公演の後、2018年10月11日から11月17日までオンタリオ州トロントにあるプリンセス・オブ・ウェールズ・シアターで上演された。

### ブロードウェイ (2019年)

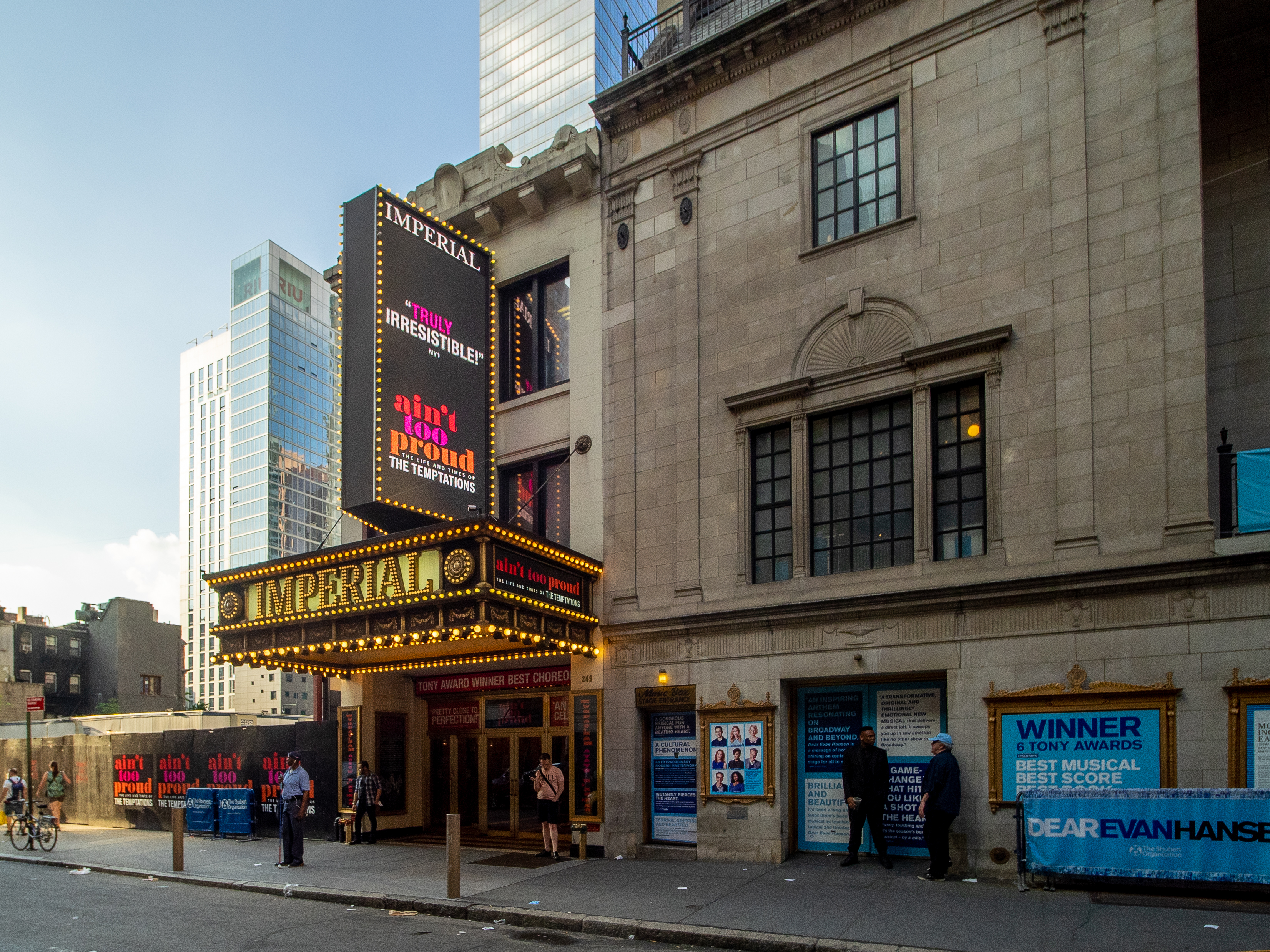
インベリアル・シアター

2019年、ブロードウェイにあるインペリアル・シアターにて、2月28日にプレビュー公演開幕、3月21日に本公演が開幕した。2020年3月12日、新型コロナウイルス感染症の世界的流行により上演中止となった。5月10日、10月16日にガラコンサートとしてブロードウェイに復帰することが発表された。2022年1月16日に閉幕することとなった。

### 全米ツアー (2021年)
2019年5月31日、2020年7月にロードアイランド州プロヴィデンスにあるプロヴィデンス・パフォーミング・アーツ・センターにて全米ツアー公演が開幕することが発表された。しかし新型コロナウイルス感染症の世界的流行により延期となった。2021年12月7日、ノースカロライナ州ダーラムにあるダーラム・パフォーミング・アーツ・センターにて全米ツアー公演が開幕した。

### ウェスト・エンド (2023年)
2023年3月31日、プリンス・エドワード・シアターにてウェスト・エンド公演が開幕する予定である。

## 登場人物および出演者
| 登場人物                   | バークレー (2017年)                 | ワシントン (2018年)                 | ロサンゼルス (2018年)               | トロント (2018年)                   | ブロードウェイ (2019年)             | 全米ツアー (2021年)                    |
| -------------------------- | ----------------------------------- | ----------------------------------- | ----------------------------------- | ----------------------------------- | ----------------------------------- | -------------------------------------- |
| オーティス・ウィリアムズ   | デリク・バスキン                    | デリク・バスキン                    | デリク・バスキン                    | デリク・バスキン                    | デリク・バスキン                    | マーカス・ポール・ジェイムズ           |
| メルヴィン・フランクリン   | ジャレッド・ジョセフ                | ジャワン・M・ジャクソン             | ジャワン・M・ジャクソン             | ジャワン・M・ジャクソン             | ジャワン・M・ジャクソン             | ハレル・ホームズ・ジュニア             |
| エディ・ケンドリックス     | ジェレミー・ポープ                  | ジェレミー・ポープ                  | ジェレミー・ポープ                  | ジェレミー・ポープ                  | ジェレミー・ポープ                  | ジャレン・ハリス                       |
| ポール・ウィリアムズ       | ジェイムス・ハークネス              | ジェイムス・ハークネス              | ジェイムス・ハークネス              | ジェイムス・ハークネス              | ジェイムス・ハークネス              | ジェイムス・T・レーン                  |
| デヴィッド・ラフィン       | エフレイム・サイクス                | エフレイム・サイクス                | エフレイム・サイクス                | エフレイム・サイクス                | エフレイム・サイクス                | イライジャ・アーマッド・ルイス         |
| アル・ブライアント         | ジャーヴィス・B・マニング・ジュニア | ジャーヴィス・B・マニング・ジュニア | ジャーヴィス・B・マニング・ジュニア | ジャーヴィス・B・マニング・ジュニア | ジャーヴィス・B・マニング・ジュニア | ブレット・マイケル・ロックリー         |
| タミー・テレル             | ナシア・トーマス                    | ナシア・トーマス                    | ナシア・トーマス                    | ナシア・トーマス                    | ナシア・トーマス                    | シェイラ・ブリル・G                    |
| ジョニー・メイ・マシューズ | テイラー・シモーン・ジャクソン      | テイラー・シモーン・ジャクソン      | テイラー・シモーン・ジャクソン      | テイラー・シモーン・ジャクソン      | テイラー・シモーン・ジャクソン      | トレイシー・エレイン・リー             |
| ベリー・ゴーディ           | ジャヒ・キアス                      | ジャヒ・キアス                      | ジャヒ・キアス                      | ジャヒ・キアス                      | ジャヒ・キアス                      | マイケル・アンドリュース               |
| スモーキー・ロビンソン     | クリスチャン・トンプソン            | クリスチャン・トンプソン            | クリスチャン・トンプソン            | クリスチャン・トンプソン            | クリスチャン・トンプソン            | ローレンス・ダンドリッジ               |
| ダイアナ・ロス             | キャンディス・マリー・ウッズ        | キャンディス・マリー・ウッズ        | キャンディス・マリー・ウッズ        | キャンディス・マリー・ウッズ        | キャンディス・マリー・ウッズ        | デリアンドラ・タッカー                 |
| ジョセフィン・マイルズ     | ラシドラ・スコット                  | ラシドラ・スコット                  | ラシドラ・スコット                  | ラシドラ・スコット                  | ラシドラ・スコット                  | ナジャ・ヘッツバーガー                 |
| シェリー・バーガー         | ジェレミー・コウエン                | ジョシュア・モーガン                | ジョシュア・モーガン                | ジョシュア・モーガン                | ジョシュア・モーガン                | リード・キャンベル                     |
| デニス・エドワーズ         | キャリアフ・セント・オービン        | キャリアフ・セント・オービン        | キャリアフ・セント・オービン        | キャリアフ・セント・オービン        | キャリアフ・セント・オービン        | ハリス・マシュー                       |
| リチャード・ストリート     | E・クレイトン・コーネリアス         | E・クレイトン・コーネリアス         | E・クレイトン・コーネリアス         | E・クレイトン・コーネリアス         | E・クレイトン・コーネリアス         | デヴィン・ホロウェイ                   |
| ラモント                   | ショーン・ボウアーズ                | ショーン・ボウアーズ                | ショーン・ボウアーズ                | ショーン・ボウアーズ                | ショーン・ボウアーズ                | グレゴリー・カール・バンクス・ジュニア |

## 使用楽曲

### オリジナル・バークレー・レパートリー・プロダクション
| - エイント・トゥー・プラウド・トゥ・ベッグ "Ain't Too Proud to Beg" - "All I Need" - ベイビー・ラヴ "Baby Love" - "Ball of Confusion (That's What the World is Today)" - "Cloud Nine" - "Come See About Me" - "Don't Look Back" - "For Once in My Life" - "Get Ready" - "Gloria" - "I Can't Get Next to You" - "I Could Never Love Another (After Loving You)" - "(I Know) I'm Losing You" - "I Want a Love I Can See" - "I Wish It Would Rain]" - "If You Don’t Know Me by Now" | - "I’m Gonna Make You Love Me" - "In the Still of the Night" - ジャスト・マイ・イマジネーション "Just My Imagination (Running Away with Me)" - マイ・ガール "My Girl" - "Papa Was a Rollin' Stone" - "Runaway Child, Running Wild" - "Shout" - "Since I Lost My Baby" - "Speedo" - "Superstar (Remember How You Got Where You Are)" - "The Way You Do the Things You Do" - "War" - "What Becomes of the Brokenhearted" - 恋はあせらず "You Can’t Hurry Love" - "You're My Everything" |

### オリジナル・ブロードウェイ・プロダクション
| 第1幕 - "The Way You Do The Things You Do" - "Runaway Child, Running Wild" - "Gloria" - "In The Still Of The Night"/"Speedo" - "Shout" - "I Want A Love I Can See" - マイ・ガール "My Girl" - "Get Ready" - Supremes Medley: 恋はあせらず "You Can't Hurry Love"/"Come See About Me"/ベイビー・ラヴ "Baby Love" - "Since I Lost My Baby " - エイント・トゥー・プラウド・トゥ・ベッグ "Ain't Too Proud To Beg" - "Don't Look Back"/"You're My Everything" - "If I Could Build My Whole World Around You" - "If You Don't Know Me By Now" - "(I Know) I'm Losing You" - "I Wish It Would Rain" - "I Could Never Love Another (After Loving You)" | 第2幕 - "I Can't Get Next To You" - "I'm Gonna Make You Love Me" - "War" - "Ball Of Confusion (That's What The World Is Today)" - ジャスト・マイ・イマジネーション "Just My Imagination (Running Away With Me)" - "Superstar (Remember How You Got Where You Are)" - "For Once In My Life" - "Papa Was A Rollin' Stone", Pt. 1 - "Cloud Nine" - "Papa Was A Rollin' Stone", Pt. 2 - "What Becomes Of The Brokenhearted" - "I Can't Get Next To You" |

### レコーディング
2019年1月19日から22日、ニュージャージー州モンクレアにあるサウンド・オン・サウンド・スタジオにてオリジナル・ブロードウェイ・キャスト・レコーディングがレコーディングされ、3月22日にデジタル配信され、4月19日にCDがリリースされ、6月7日に2枚組LPがリリースされた。

## 受賞歴

### ブロードウェイ・プロダクション
| 年   | 賞                                         | 部門                               | ノミネート者 | 結果       |
| ---- | ------------------------------------------ | ---------------------------------- | --- | ---------- |
| 2019 | トニー賞                                   | ミュージカル作品賞                 | ミュージカル作品賞 | ノミネート |
| 2019 | トニー賞                                   | ミュージカル主演男優賞             | デリク・バスキン | ノミネート |
| 2019 | トニー賞                                   | ミュージカル助演男優賞             | ジェレミー・ポープ | ノミネート |
| 2019 | トニー賞                                   | ミュージカル助演男優賞             | エフレイム・サイクス | ノミネート |
| 2019 | トニー賞                                   | ミュージカル脚本賞                 | ドミニク・モリソー | ノミネート |
| 2019 | トニー賞                                   | ミュージカル演出賞                 | デス・マカナフ | ノミネート |
| 2019 | トニー賞                                   | 振付賞                             | セルジオ・トゥルジロ | 受賞       |
| 2019 | トニー賞                                   | ミュージカル装置デザイン賞         | ロバート・ブリル&ピーター・ニグリニ | ノミネート |
| 2019 | トニー賞                                   | ミュージカル衣装デザイン賞         | ポール・タゼウェル | ノミネート |
| 2019 | トニー賞                                   | ミュージカル照明デザイン賞         | ハウェル・ビンクリー | ノミネート |
| 2019 | トニー賞                                   | ミュージカル音響デザイン賞         | スティーヴ・キャニオン・ケネディ | ノミネート |
| 2019 | トニー賞                                   | 編曲賞                             | ハロルド・ウィーラー | ノミネート |
| 2019 | ドラマ・デスク・アワード                   | ミュージカル脚本賞                 | ドミニク・モリソー | ノミネート |
| 2019 | アウター・クリティクス・サークル・アワード | 振付賞                             | セルジオ・トゥルジロ | ノミネート |
| 2019 | アウター・クリティクス・サークル・アワード | 編曲賞                             | ハロルド・ウィーラー | ノミネート |
| 2019 | アウター・クリティクス・サークル・アワード | ミュージカル助演男優賞             | エフレイム・サイクス | ノミネート |
| 2019 | ドラマ・リーグ・アワード                   | ミュージカル・プロダクション賞     | ミュージカル・プロダクション賞 | ノミネート |
| 2019 | ドラマ・リーグ・アワード                   | パフォーマンス賞                   | ジェレミー・ポープ | ノミネート |
| 2019 | ドラマ・リーグ・アワード                   | パフォーマンス賞                   | エフレイム・サイクス | ノミネート |
| 2019 | Broadway.com観客賞                         | 新人男優賞                         | エフレイム・サイクス | 受賞       |
| 2020 | グラミー賞                                 | ミュージカル・シアター・アルバム賞 | セント・オービン、デリク・バスキン、ジェイムス・ハークネス、ジャワン・M・ジャクソン、ジェレミー・ポープ、エフレイム・サイクス(プリンシパル・ソロイスト); スコット・M・リーセット(プロデューサー) | ノミネート |